# Marl
Marl er en by i Tyskland i delstaten Nordrhein-Westfalen med cirka 90.000 indbyggere. Byen ligger i kreisen Recklinghausen nær Wesel-Datteln-kanalen ved floden Lippe, cirka 10 km nordvest for Recklinghausen.
I Marl ligger der en stor kemisk industri samlet i Chemiepark Marl, som tidligere blev kaldt Hüls.

## Venskabsbyer
- Bitterfeld, Tyskland
- Creil, Frankrig
- Herzliya, Israel
- Zalaegerszeg, Ungarn
- Pendle, Storbritannien
- Kuşadası, Tyrkiet